# Phrynichus longespina
Phrynichus longespina är en spindeldjursart som först beskrevs av Simon 1936.  Phrynichus longespina ingår i släktet Phrynichus och familjen Phrynichidae. Inga underarter finns listade i Catalogue of Life.